# Voorstadstrein
Een voorstadstrein (Engels, commuter rail; Frans, train de banlieue) is een treindienst of een geheel van bijeenhorende treindiensten, ook voorstadsnet geheten, die een grote stad verbinden met zijn buitenwijken, voorsteden en slaapsteden. Als er sprake is van spoorinfrastructuur die enkel voor dit doel gebruikt wordt, wordt ook wel gesproken van voorstadspoorweg of forensenspoorweg.

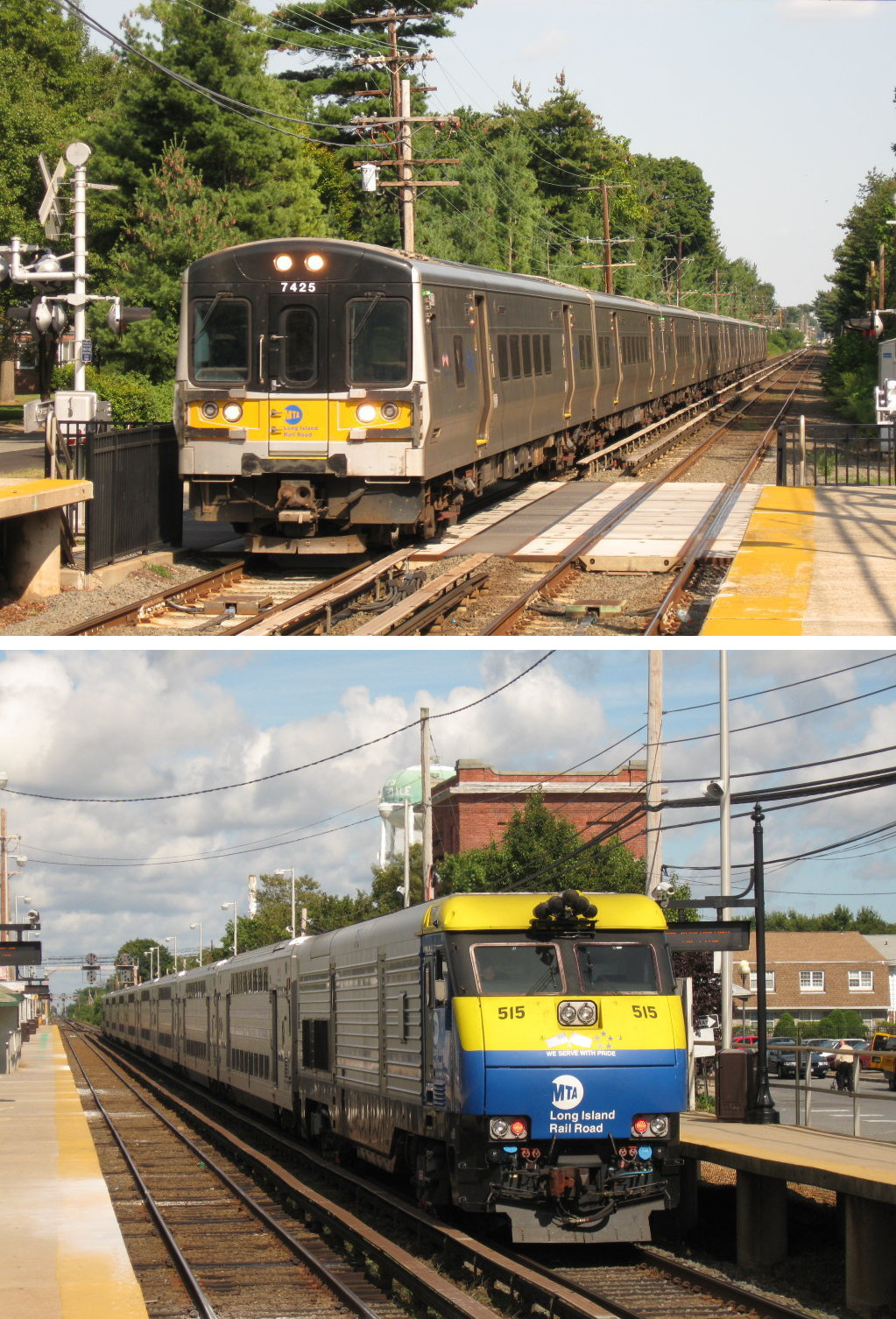
treinen van de Long Island Rail Road

Het begrip voorstadstrein wordt nauwelijks onderscheiden in Nederland, waar de steden relatief dicht bij elkaar liggen en voorsteden of slaapsteden vaak niet aan één enkele grote stad gebonden zijn.
In België bestaat sinds 2015 het Brusselse Gewestelijk ExpresNet en sinds 2018 de S-netten in Antwerpen, Charleroi, Gent en Luik, al gaat het daar niet over een afzonderlijk spoorsysteem of tariefsysteem.
In Noord-Amerika zijn voorstadstreinen een zeer bekend fenomeen. De grote steden liggen daar vaak zo ver uit elkaar dat er tussen de steden niet of zeer weinig met de trein gereisd wordt. Rondom een grote stad ligt meestal een aantal voorsteden of slaapsteden, waarvandaan grote aantallen forensen dagelijks naar de centrale stad reizen. De commuter trains voorzien in hun behoeften.
Enkele karakteristieken van een voorstadstreindienst zijn:
- afstanden tot ongeveer 50 kilometer;
- meestal radiale lijnen, van het centrum van de centrale stad naar buiten;
- zwaarder materieel dan een metro, maar vaak iets lichter dan langeafstandstreinen;
- afstanden tussen de stations korter dan bij langeafstandstreinen;
- sporen soms gedeeld met andere treinsoorten; en
- meestal frequenter dan een gewone trein, maar minder frequent dan een metro, en soms maar enkele treinen per dag op een traject.[2]

Een categorie die het midden houdt tussen een metronetwerk en een voorstadspoorweg is Lightrail, zoals RandstadRail in Nederland.

## Lijst van voorstadspoorwegen
Dit overzicht is mogelijk incompleet; u kunt helpen door het uit te breiden.

### Afrika
- Casablanca: Al Bidaoui
- Durban: Metrorail KwaZulu-Natal
- Kaapstad: Metrorail Western Cap
- Johannesburg/Pretoria: Metrorail Gauteng
- Rabat: Le Bouregreg
- Tunis: Tunis-Goulette-Marsa-lijn (TGM)
- Dakar: Train Express Regional

### Azië
- Calcutta:  Kolkata Suburban Railway
- Hong Kong: MTR Corporation
- İzmir:     IZBAN
- Matsuyama: Voorstadstrein van Matsuyama, een netwerk van drie radiale lijnen uitgebaat door Iyotetsu in Matsuyama
- Mumbai:    Mumbai Suburban Railway
- Osaka:   Een deel van de lijnen van de West Japan Railway Company, zoals de Osaka-ringlijn, is als voorstadspoorweg te karakteriseren
- Tokio:     Een deel van de lijnen van de East Japan Railway Company, zoals de Yamanote-lijn, is als voorstadspoorweg te karakteriseren

### Europa

#### België
- Antwerpen: S-net Antwerpen
- Brussel: Gewestelijk ExpresNet (of S-net Brussel)
- Charleroi: S-net Charleroi
- Gent: S-net Gent
- Luik: S-net Luik

#### Duitsland
- Berlijn: S-Bahn van Berlijn
- Bremen/Oldenburg: S-Bahn van Bremen en Nedersaksen
- Dresden: S-Bahn van Dresden
- Düsseldorf/Ruhrgebied/Wuppertal: S-Bahn Rhein-Ruhr
- Frankfurt am Main: S-Bahn Rhein-Main
- Hamburg: S-Bahn van Hamburg
- Hannover: S-Bahn van Hannover
- Keulen: S-Bahn van Keulen
- Leipzig/Halle (Saale): S-Bahn Mitteldeutschland
- Maagdenburg: S-Bahn van Maagdenburg
- München: S-Bahn van München
- Neurenberg: S-Bahn van Neurenberg
- Ludwigshafen am Rhein/Mannheim/Heidelberg/Karlsruhe: S-Bahn Rhein-Neckar
- Rostock: S-Bahn van Rostock
- Stuttgart: S-Bahn van Stuttgart

#### Frankrijk
- Parijs: RER, Transilien
- Lyon: Réseau express de l'aire métropolitaine lyonnaise

#### Italië
- Milaan: Linee S

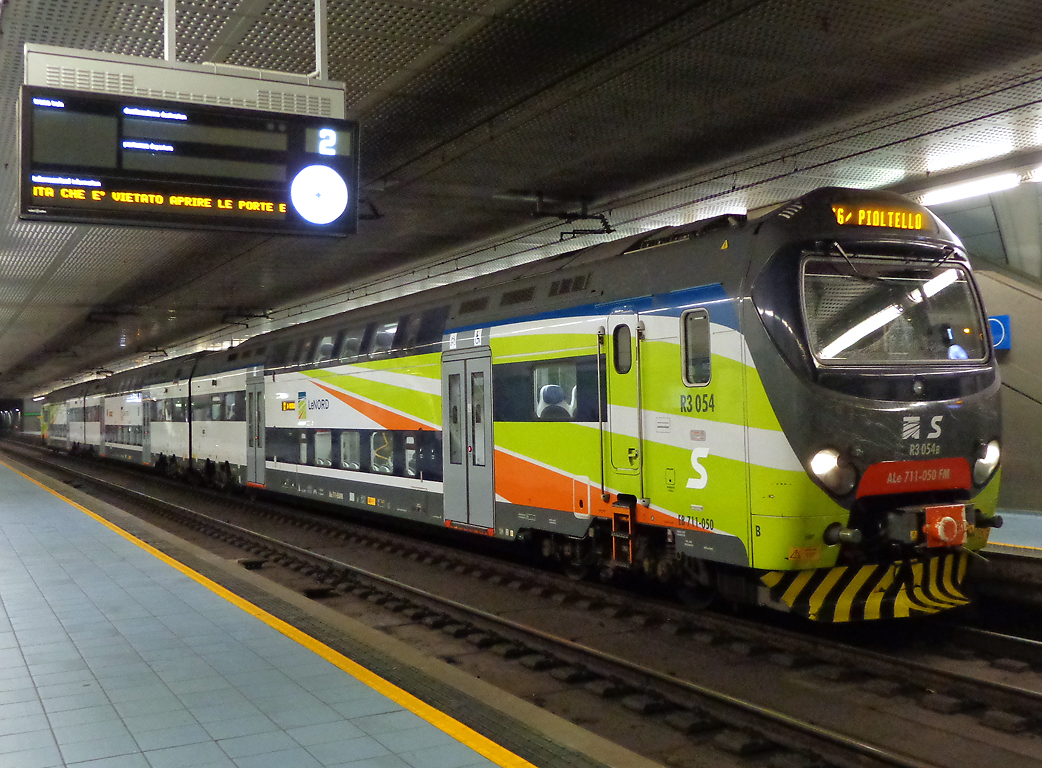
Trein van de Linee S Milaan.

- Napels: Circumvesuviana en Ferrovia Cumana
- Rome: Ferrovia regionale del Lazio (FL)
- Turijn: SFM Turijn

#### Nederland
- Den Haag en Rotterdam: Zoetermeer Stadslijn en Hofpleinlijn, in juni 2006 vervangen door RandstadRail, en Hoekse Lijn, is omgebouwd en aangesloten op de Rotterdamse metro. Een mogelijke ontwikkeling is de Stedenbaan
- Utrecht: Randstadspoor

#### Oostenrijk
- Wenen: S-Bahn van Wenen
- Salzburg: S-Bahn van Salzburg

#### Spanje

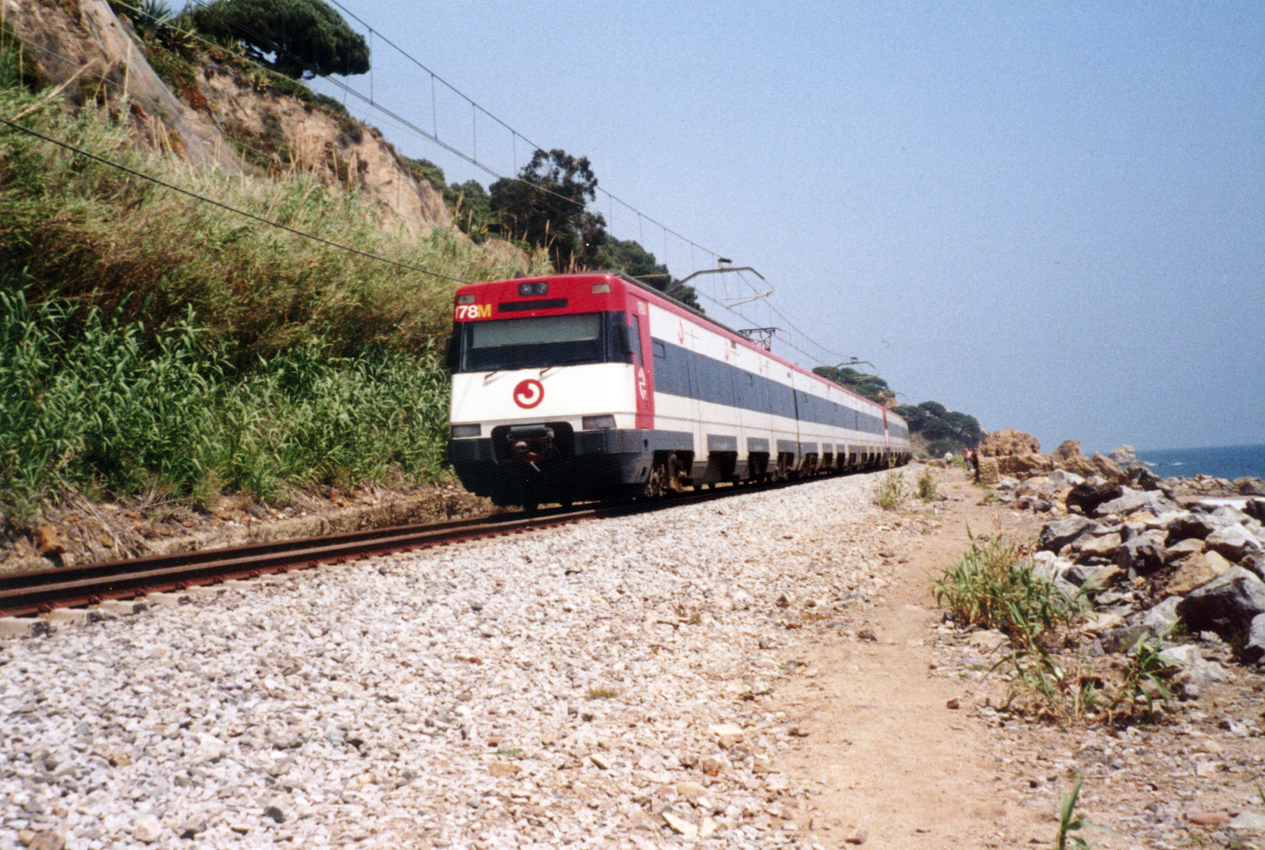
trein van de Rodalies (Cercanías) in Barcelona

- Barcelona: Rodalies Barcelona, Ferrocarrils de la Generalitat de Catalunya
- Bilbao: Cercanías Bilbao
- Cádiz: Cercanías Cádiz
- Madrid: Cercanías Madrid
- Málaga: Cercanías Málaga
- Murcia/Alicante: Cercanías Murcia/Alicante
- Santander: Cercanías Santander
- San Sebastián: Cercanías San Sebastian
- Sevilla: Cercanías Sevilla
- Valencia: Cercanías Valencia
- Zaragoza: Cercanías Zaragoza

#### Verenigd Koninkrijk
- Belfast: Belfast Suburban Rail
- Cardiff: Valleys & Cardiff Local Routes
- Londen: London Overground, Crossrail
- Liverpool: Merseyrail

#### Zwitserland
- Bazel: Regio S-Bahn van Basel
- Bern: S-Bahn van Bern
- Sankt Gallen: S-Bahn van Sankt Gallen
- Lausanne: S-Bahn Léman (in de toekomst ook Gèneve)
- Luzern: S-Bahn van Luzern
- Zug: Stadtbahn van Zug
- Zürich: S-Bahn van Zürich

#### Rest van Europa
- Belgrado: Beovoz
- Boedapest: HÉV
- Dublin: Dublin Area Rapid Transit
- Helsinki: Helsinki commuter rail
- Kopenhagen: S-tog
- Lissabon: CP Urbanos de Lisboa
- Moskou: Moskouse Centrale Diameters (vanaf eind 2019)
- Praag: Esko Praag
- Stockholm: Stockholms pendeltåg
- Tallinn: Elektriraudtee
- Warschau: Szybka Kolej Miejska w Warszawie

### Noord-Amerika

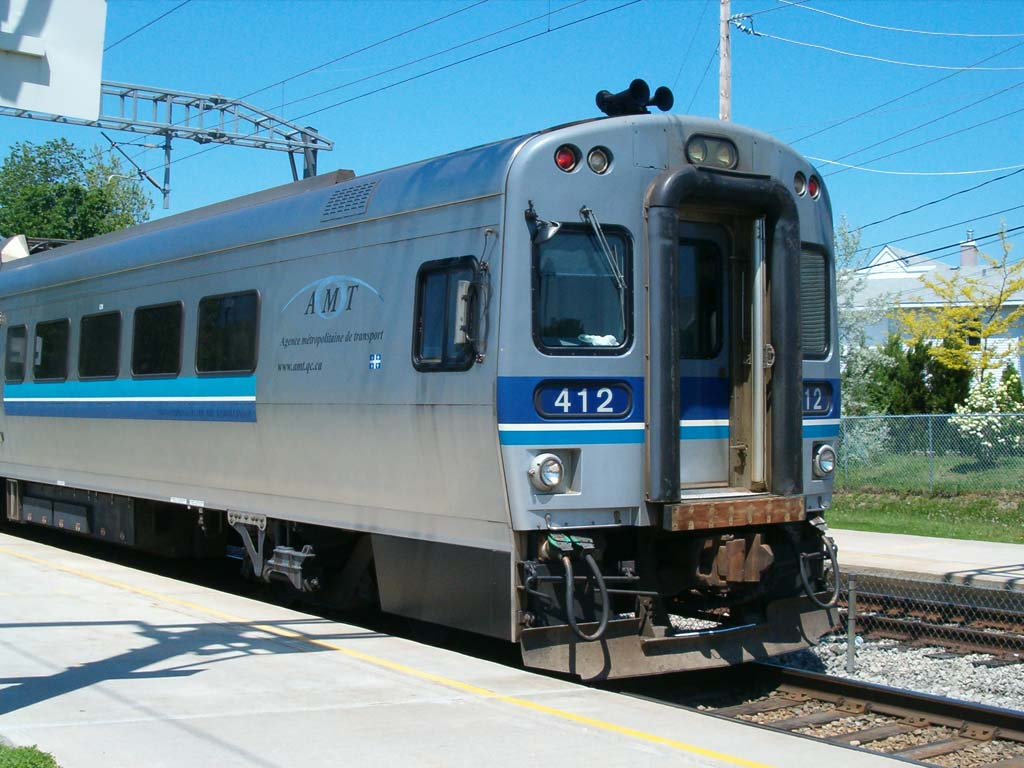
trein van de Deux-Montagnes lijn in Montreal

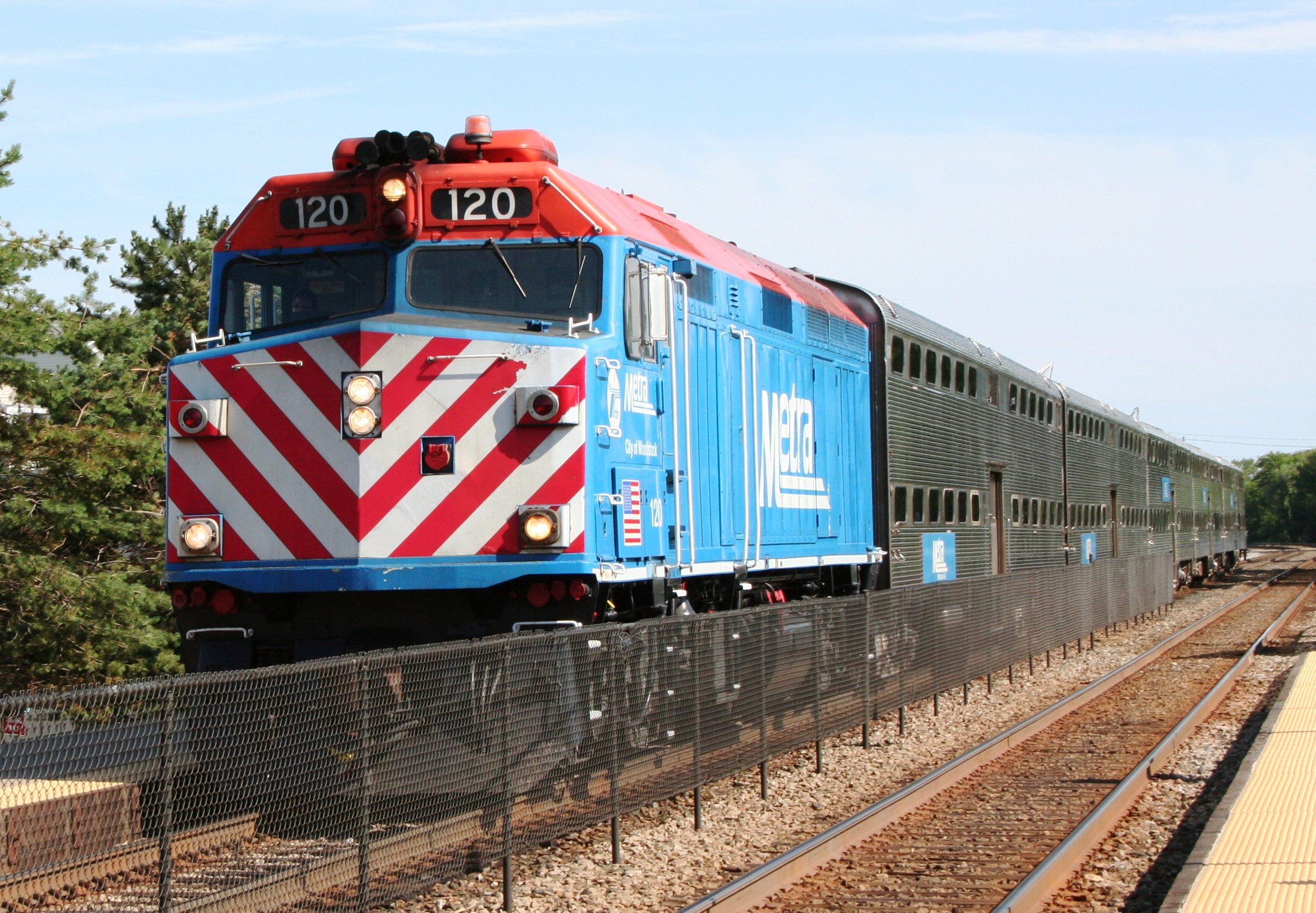
Locomotief in Deerfield, een voorstad van Chicago.

#### Canada
- Montreal: treinen van de Agence métropolitaine de transport
- Toronto: GO transit
- Vancouver: TransLink (Brits-Columbia)

#### Verenigde Staten
- Boston:       MBTA Commuter Rail
- Chicago:      Metra
- Dallas/Fort Worth: Trinity Railway Express
- Denver: Regional Transportation District (RTD)
- Los Angeles:  Metrolink
- Miami:	    Tri-Rail
- Minneapolis:  Northstar Commuter Rail
- Nashville:     Music City Star Commuter Rail
- New York-Long Island:  Long Island Rail Road
- New York:     Metro-North Railroad
- New York/New Jersey:	 New Jersey Transit Rail Operations
- Orlando: SunRail
- Philadelphia: SEPTA Regional Rail
- Portland (Oregon): Westside Express Service
- Salt Lake City: 	Utah Transit Authority Front Runner North
- San Diego:       	       North County Transit District 	Coaster/Sprinter
- San Francisco Bay Area:  Altamont Commuter Express, Caltrain
- Seattle:      Sounder Commuter Rail
- Washington - Baltimore:  MARC Commuter Rail
- Washington - Virginia:  Virginia Railway Express

### Oceanië
- Sydney:     CityRail (Sydney)
- Melbourne:  Metro Trains Melbourne
- Brisbane:   Queensland Rail
- Perth:      Transperth Trains
- Adelaide:   TransAdelaide
- Auckland:   Auckland One Rail
- Wellington: Transdev Wellington

### Zuid-Amerika
- Buenos Aires (stad)
- Rio de Janeiro (stad):  SuperVia
- São Paulo (stad): Companhia Paulista de Trens Metropolitanos (CPTM)
- Santiago (Chili):  Metrotrén